# バンバ (スナック)
バンバ (ヘブライ語: בַּמְבָּה‎)とはイスラエル・ホロンの食品会社であるオセムが販売しているピーナッツバター味のスナック菓子である。イスラエルで最もよく食べられているスナック菓子の一つであり、1963年の発売以来売り上げは落ちておらず、イスラエルにおけるスナック菓子市場で25%のシェアを持っている。競合する商品にはテルマ社（2000年以来ユニリーバ子会社）の「パーパー(ParPar)」やストラウス・エリートの「シュシュ(Shush)」がある。
ピーナッツバターの味付けをした膨張させたコーンスナックであり、コレステロール、防腐剤、着色料を含まず、数種類のビタミンを豊富に添加されている。ただし、脂肪と塩分も大量に含んでおり、100グラムあたりの熱量は544カロリーもある。ユダヤ教宗教裁判所によるカシュルートの認定を受けており、「チーズ抜きのチーズ・ドゥードゥル」と評されることもある。

## 製造工程

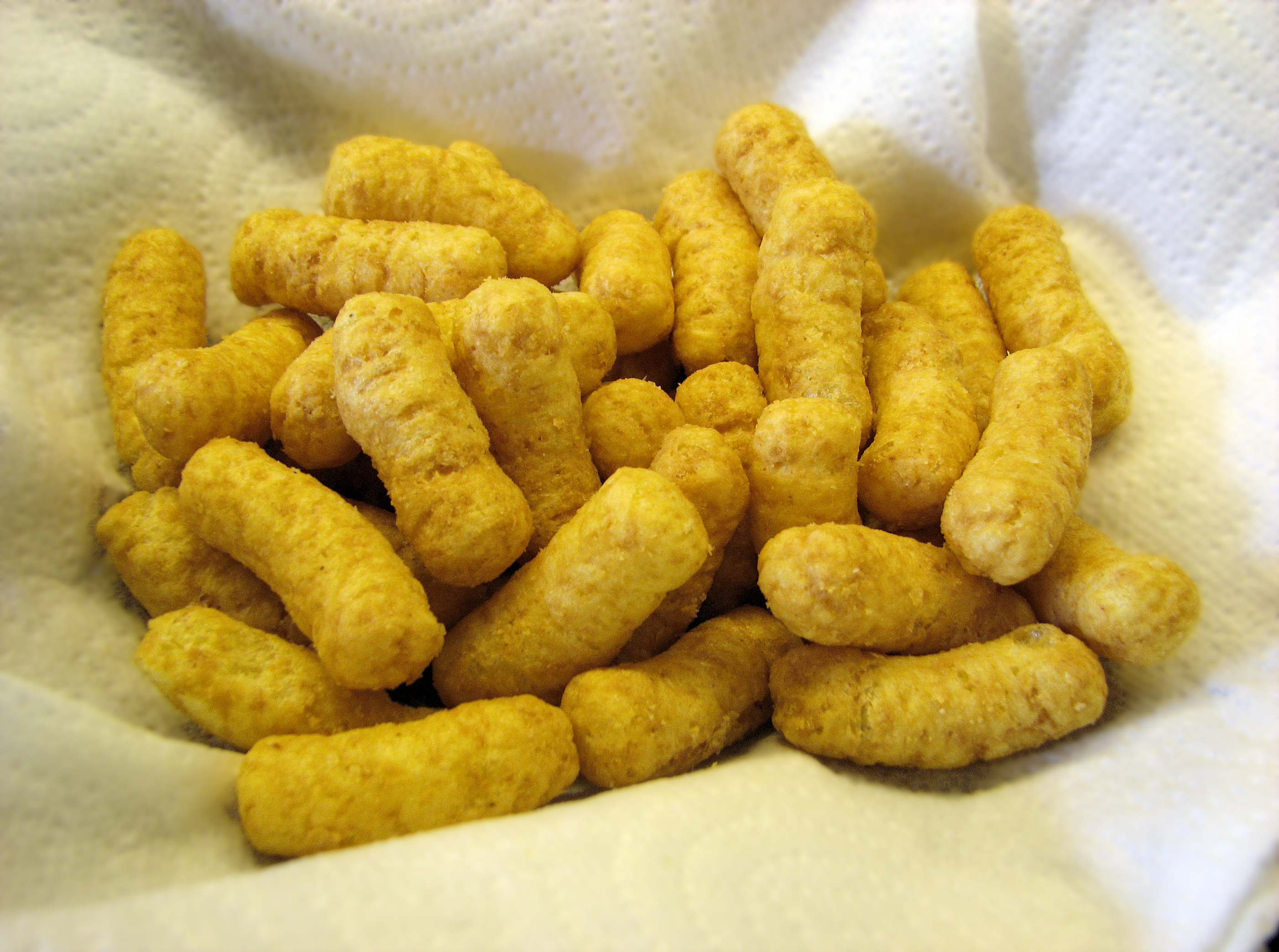
ピーナッツバター味のバンバ

トウモロコシの粗粒を高圧にかけて膨張させることで、細長く白っぽい、味無しのバンバができる。次にこれはナゲットサイズにカットされ、乾燥室に送られ、20秒間熱風で焼かれてパリパリした食感になる。最後にアルゼンチン産のピーナッツバターがかけられる。従業員は回転するドラムの上に立って、ピッチャーに入れたピーナッツバター液を注ぐ。ドラムが回転するごとにナゲットはピーナッツバターでコーティングされ、熱い状態のバンバはベルトコンベアで運ばれる内に冷えてパッケージングされる。

## 種類
バンバにはスイートバンバ(ヘブライ語: במבה מתוקה)と呼ばれるイチゴ味の姉妹品があり、楕円形ではなく丸い形でパッケージの色が赤いことからイスラエル人からはレッドバンバ(ヘブライ語: במבה אדומה)とも呼ばれている。かつては人工着色料が使われていたが、現在はテーブルビート色素で着色されている。2008年、オセム社は新商品としてヌガー味のバンバを発売。ヌガー味のバンバはスデロットにあるオセム社の工場で生産されている。また、オセム社の親会社であるネスレグループの製品で最も成功した商品の一つになった。2010年にはハルヴァ味とチョコレート味のバンバが発売された。

## 批判
複数の医学専門家が、バンバは健康的な子供向けスナック菓子として推奨するべきではないと主張している。彼らはバンバが健康的という主張自体が虚偽なうえ、バンバに含まれるビタミンで栄養素の過剰摂取につながると発言している。